# Turkana (jezero)
Turkana, nekoć poznato kao Rudolfovo jezero, je slano jezero u Velikoj rasjednoj dolini u Keniji, koje svojim sjevernim dijelom završava u Etiopiji. Po svom obujmu Turkana je četvrto slano jezero na svijetu, nakon Kaspijskog, Issyk-Kula i Aralskog, a među svim jezerima je dvadeseto po veličini.
Jezerska voda, iako slana (boćata) da se piti, ali je neukusna. U jezeru i pored njega živi puno divljih životinja, klima je vruća i vrlo suha.

## Prirodne odlike
Stijene oko jezera kao i u ostalom dijelu Velike rasjedne doline većinom su vulkanskog podrijetla. Na središnem jezerskom otoku nalazi se još aktivni vulkan, iz kojeg suklja para. Istočna i južna jezerska obala su stjenovite, dok su zapadna i sjeverna obala niže, pokrivene pješčanim dinama.
Na jezeru Turkana znaju puhati vjetrovi orkanske snage, zbog velikih razlika u temperaturi jezerske vode i okolnog tla. Jezero uglavnom prima vode od tri glavna izvora, rijeka: Omo, Turkvel i Kerio. Kako jezero nema istjek, već 
vodu gubi jedino isparavanjem (koje je znatno), tako je i veličina jezera promjenjiva, između 1975. i 1993. razina jezera pala je za 10 m.
Jezero Turkana i danas zbog svoje izoliranosti, i nedostupnosti ima puno osobina izvorne afričke divljine. Vode i obale jezera pune su nilskih konja, krokodila, štipavaca i zmija tako da samostalna šetnja nije preporučljiva.
Na Kenijskom dijelu Jezera Turkana, nalaze se tri vrlo poznata nacionalna parka, koja su uvrštena u UNESCO-ov popis svjetske baštine. Nacionalni park Sibiloi leži na istočnoj obali, dok se parkovi Središnji otok (najpoznatiji kao razmnožavalište krokodila, zbog čega ga zovu i "Krokodilski otok") i Južni otok nalaze na jezerskom otocima.
God. 2018. Nacionalni parkovi jezera Turkana upisani su na UNESCO-ov popis ugroženih mjesta svjetske baštine zbog razornog učinka izgradnje etiopske brane Gibe III na tijek i ekosustav jezera Turkana i projekta razvoja Kuraz šećera, što predstavlja daljnju prijetnju ovom lokalitetu

## Ime jezera i njegovi stanovnici
Na istočnoj obali jezera Turkana (u NP Sibiloi) nalazi se greben Koobi Fora koji naseljava nomadski narod Gabbra i na njihovom jeziku naziv grebena znači "Izvor mitre". Greben je najpoznatiji po fosilnim ostacima iz pleistocena, između ostalih i ranih hominina (Australopitek).
Jezero se do polovice 20. stoljeća zvalo Rudolfovo jezero, u čast princa Rudolfa od Austrije. Tako je jezero nazvala Austro-Ugarska ekspedicija iz 1888., koju su vodili mađarski grof Sámuel Teleki i austrijski pukovnik Ludwig Von Ritter Höhnel. Oni su bili prvi europljani koji su na čelu velike ekspedicije dospjeli do jezera, i izvjestili o njemu i brojnim plemenima koja su živjela uz obale jezera; Turkane, Samburu, Rendille, Gabbre, Daseniči, Hamar Koke, Kare, Niagatomi, Murse, Surme i Elmoli.
Novinar J.W. Gregory napravio je 1894. u Geographical Journal-u reportažu o jezeru, nazvavši ga Basso Narok, tako su ga zvali i domoroci (pleme Samburu) koji su ga nastanjivali. Što prevedeno sa samburu jezika znači "Crno jezero". Nakon proglašenja neovisne Kenije, predsjednik Jomo Kenyatta, preimenovao je Rudolfovo jezero u Jezero Turkana 1975., po najbrojnijem plemenu uz obale jezera.

## Vjetroelektrana
Kako na jezeru stalno pušu snažni vjetrovi, tvrtka Wind Power Consortium (LTWP) planira izgraditi vjetroelektranu snage 300 MW. Planom se želi podići 360 vjetroturbina, kapaciteta 850 kilovata. 
Kenijska vlada na svoj teret izgradit će dalekovod, kad se dovrši bit će najveća vjetroelektrana Afrike.

## Vanjske poveznice
- Turkana National Parks, Unesco (engl.)
- Satelitske snimke Jezera Turkana  Arhivirana inačica izvorne stranice od 20. listopada 2004. (Wayback Machine)
- Sibiloi National Park, Nacionalni park Sibiloi  Arhivirana inačica izvorne stranice od 24. ožujka 2005. (Wayback Machine) (engl.)
- Jezero Turkana na portalu World Lakes Database  Arhivirana inačica izvorne stranice od 18. siječnja 2006. (Wayback Machine) (engl.)

|  | Zajednički poslužitelj ima još gradiva o temi Jezero Turkana |